# Édith Piaf
Édith Giovanna Gassion (París, 19 de diciembre de 1915-Plascassier, Alpes Marítimos, 11 de octubre de 1963), conocida por su nombre artístico Édith Piaf, fue una de las cantantes francesas más célebres del siglo XX.
A «La Môme Piaf», así llamada en sus inicios, se le deben numerosas canciones del repertorio francófono como «La vie en rose», Non, je ne regrette rien, Hymne à l'amour, Mon légionnaire, La Foule, Milord o Padam, padam... conocidas mundialmente. Personalidad destacada, inspiró a numerosos compositores y fue la mentora de jóvenes artistas que alcanzaron fama internacional, como Georges Brassens. También destacó como actriz de cine y teatro, participando en numerosas películas y obras de teatro a lo largo de su carrera artística.

## Biografía

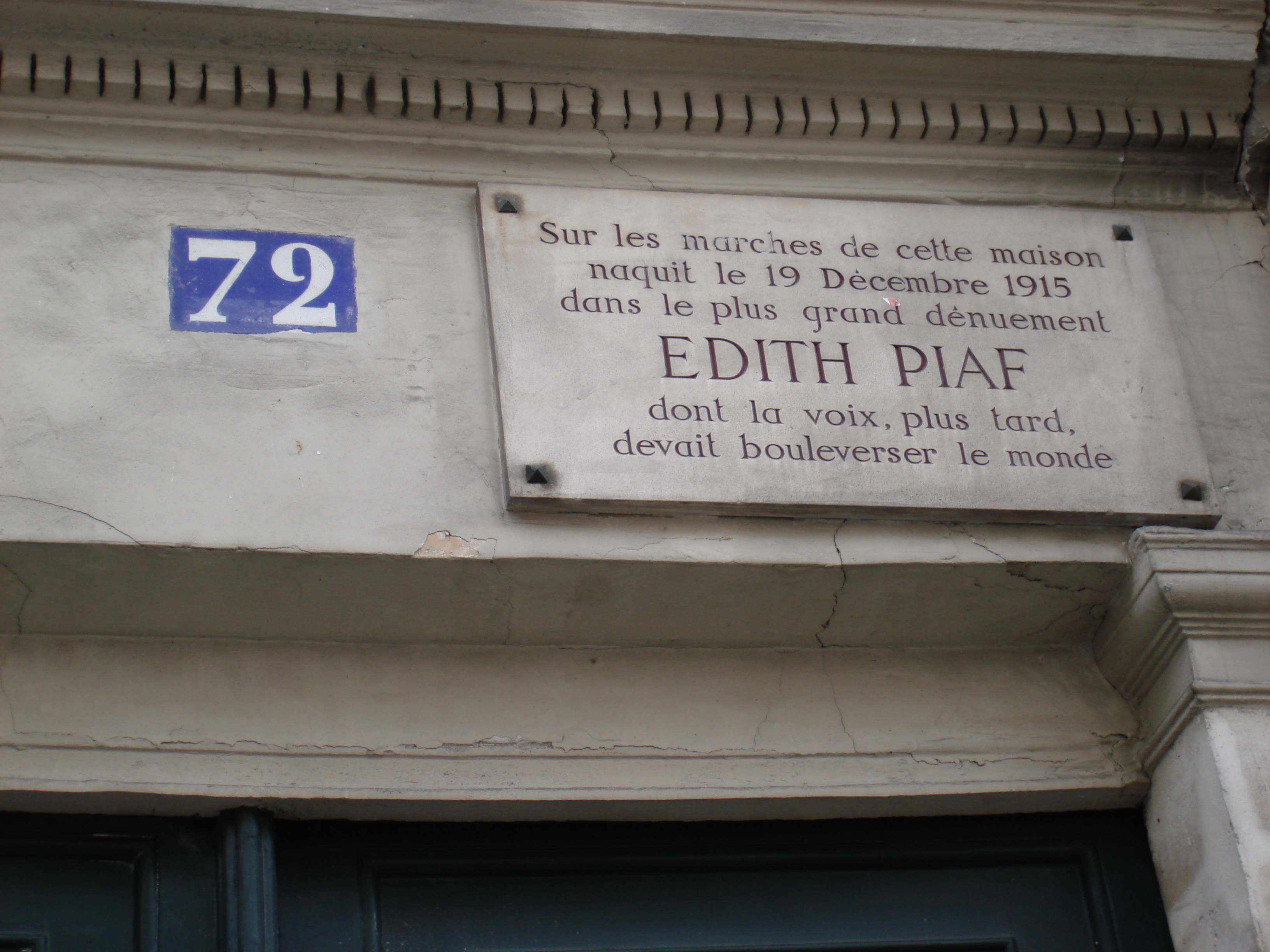
Lugar donde nació Piaf.

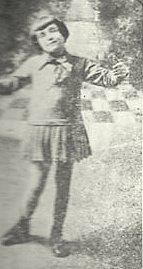
Édith Piaf en su infancia.

Nació en París, Francia, el 19 de diciembre de 1915, bajo el nombre de Édith Giovanna Gassion. Su padre, Louis Alphonse Gassion (nacido en Castillon en la región de Calvados en Normandía en 1881 y fallecido en 1944 a los 63 años), era acróbata. Para celebrar el nacimiento de su hija, se emborrachó y abandonó a su madre, Annetta Maillard (1895-1945), una cantante ambulante de origen italiano y marroquí.  Sin apoyo, tuvo que afrontar el parto sola. Salió a la calle por sus propios medios, pero no consiguió llegar al hospital, y Édith nació en plena calle debajo de una farola frente al número 72 de la calle de Belleville, en París.
Fue confiada a su abuela materna, la artista circense Emma (Aïcha) Saïd Ben Mohammed (1876-1930), quien en vez de darle leche en el biberón la alimentaba con vino, con la excusa de que así se eliminaban los microbios. Después fue entregada a su padre, quien está a punto de ir al frente en la Primera Guerra Mundial, lo que lo lleva a dejar a la niña con su abuela paterna, quien era dueña de una casa de prostitución en Bernay (Normandía), donde la niña es criada por las prostitutas de la casa.
Al finalizar la Primera Guerra Mundial, su padre vuelve del frente y la lleva consigo a vivir la vida de los artistas de los pequeños circos itinerantes, luego la del artista ambulante, independiente y miserable. Édith revela su voz en las canciones populares que canta por las calles junto a su padre, tal como su madre lo hacía. En Montmartre, Rue Veron N.º 18, se encuentra el Hotel Clermont, donde residió Edith Piaf a los 14 años al separarse de su padre en 1929. Hace su propio camino como cantante en la Place Pigalle, Ménilmontant y en los suburbios de París (véase la canción Elle fréquentait la Rue Pigalle). En 1933, a los diecisiete años, se enamoró de un mozo de recados, Louis Dupont, con quien poco después tuvo su única hija, una niña llamada Marcelle, que murió de meningitis a la edad de dos años.

## Primeros pasos artísticos
Firmó un contrato con Polydor y grabó su primer disco en 1936: Les Mômes de la cloche («Los niños de la campana»). Ello la convierte en un éxito mediático de forma inmediata. Pero en abril de ese año,  Louis Leplée, el dueño del cabaré en el cual se presentaba, fue asesinado en su domicilio. Esto revela que él formaba parte de los bajos fondos del barrio parisino de Pigalle, lo que precipita a Édith al centro del escándalo y al linchamiento mediático, lo que la envía nuevamente al lugar de donde vino: la calle y los pequeños cabarés miserables.
Vuelve a tomar contacto con el compositor Raymond Asso (autor de Mon légionnaire y Le Fanion de la Légion, canciones creadas por Marie Dubas en 1935, que Piaf retoma a inicios de 1937). Asso se convierte en su Pygmalión y amante, y la prepara para ser una cantante profesional del music hall.

## Cantante delmusic-hall

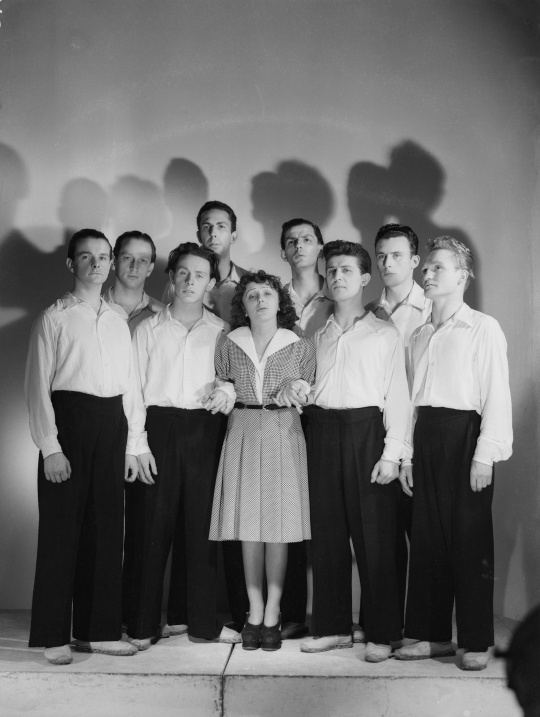
En 1946.

En marzo de 1937, debutó en el género de music-hall en el teatro ABC de París. Se convierte inmediatamente en una estrella de la canción francesa, adorada por el público y difundida por la radio.
En 1940 Piaf triunfa en el Bobino con una pieza escrita especialmente para ella por Jean Cocteau llamada «Le Bel Indifférent», que interpreta con éxito junto al actor Paul Meurisse. Siempre con Paul como partenaire, en 1941 Piaf interpreta la película Montmartre-sur-Seine de Georges Lacombe. Durante el rodaje de ese largometraje, Edith conoce a Henri Contet, que, como Marguerite Monnot, se convertirá en uno de sus autores fetiches. Durante la ocupación alemana, la cantante cambia su nombre artístico de «La Môme Piaf» por el de «Édith Piaf» y continúa dando conciertos, sin ceder a la ocupación nazi. Ella interpreta canciones con un doble sentido, evocando la Resistencia cuando interpreta «Tu es partout» en la que alude a la traición de un amante. En este periodo tan difícil para todos los habitantes de Francia, Piaf se erige como protectora de los artistas judíos, perseguidos por las autoridades alemanas.
En la primavera de 1944 se presenta en el Moulin Rouge, donde el joven cantante de music-hall Yves Montand forma parte importante del espectáculo. Se produce un flechazo entre los dos artistas y Édith Piaf lo presenta a las personas más importantes de la época en el mundo del espectáculo: Joseph Kosma, Henri Crolla, Loulou Gasté, Jean Guigo, Henri Contet, Louiguy, Marguerite Monnot, Bob Castella, Francis Lemarque...
Durante la guerra, Édith Piaf cantaba en los clubes y music-halls, y ayudaba a los prisioneros a escapar. Tras la guerra, en 1945, escribe la letra de «La vie en rose», su canción más célebre, que interpreta en la Comédie-Française.
Yves Montand, por su parte, se convierte en una estrella del music-hall. Montand debuta en el cine junto a Édith Piaf en Étoile sans lumière, para luego obtener su primer papel protagonista en Les portes de la nuit, de Marcel Carné. Ambos parten en gira en 1946 y en ese mismo año se separan. 
En 1946 la cantante se presenta con el grupo Les Compagnons de la Chanson con el que interpreta «Les Trois Cloches» con gran éxito. En 1947 parte de gira a los Estados Unidos.
En 1947, escribió la letra de la canción «Mais qu'est-ce que j'ai?» (Música de Henri Betti) para Yves Montand. Contribuyó en gran medida a revolucionar el género del cabaré. En un año, se convirtió en uno de los cantantes más famosos de Francia. Ella rompió su relación cuando él se había vuelto casi tan popular como ella.

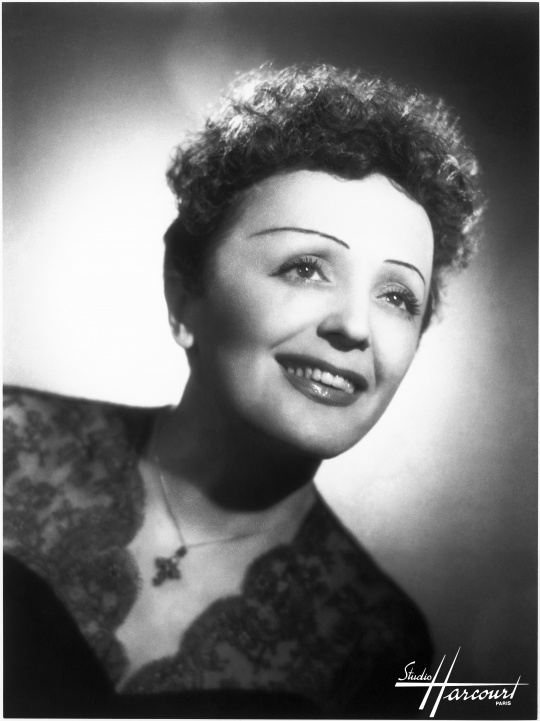
En 1950.

Durante este tiempo, tuvo una gran demanda y un gran éxito en París como la artista más popular de Francia. Después de la guerra, se hizo conocida internacionalmente, recorriendo Europa, Estados Unidos y Sudamérica. En París, le dio a Atahualpa Yupanqui (Héctor Roberto Chavero), una figura central en la tradición de la música folclórica argentina, la oportunidad de compartir la escena, debutando en julio de 1950. Colaboró en el lanzamiento de la carrera de Charles Aznavour a principios de la década de 1950, llevándolo de gira con ella por Francia y Estados Unidos y grabando algunas de sus canciones. Al principio ella tuvo poco éxito con el público estadounidense, que esperaba un espectáculo llamativo y se decepcionó por la sencilla presentación de Piaf. Después de una brillante reseña de 1947 en el New York Herald Tribune por el influyente crítico neoyorquino Virgil Thomson, él mismo un contribuyente a la cultura de vanguardia internacional, su popularidad creció hasta el punto en que finalmente apareció en El Ed Sullivan Show ocho veces y en el Carnegie Hall dos veces (1956 y 1957).
Piaf escribió e interpretó su canción principal, «La Vie en rose», en 1945 y fue votada como un premio Grammy Hall of Fame en 1998.
El famoso music hall Olympia de Bruno Coquatrix es donde Piaf alcanzó fama duradera, dando varias series de conciertos en el hall, el lugar más famoso de París, entre enero de 1955 y octubre de 1962. Extractos de cinco de estos conciertos (1955, 1956, 1958, 1961, 1962) se publicaron en registro y en CD, y nunca se han agotado. En los conciertos de 1961, prometidos por Piaf en un esfuerzo por salvar el lugar de la quiebra, cantó por primera vez «Non, je ne regrette rien». En abril de 1963, Piaf grabó su última canción, «L'Homme de Berlin».

## Papel durante la ocupación alemana
La carrera y la fama de Piaf cobraron impulso durante la ocupación alemana de Francia. Actuó en varios clubes nocturnos y burdeles, que florecieron durante los Années érotiques de 1940-1945 (título del libro de Patrick Buisson, director del canal de historia francés). Varios burdeles importantes de París, incluidos Le Chabanais, Le Sphinx, One-Two-Two, La rue des Moulins y Chez Marguerite, estaban reservados para oficiales alemanes y franceses colaboradores. Por ejemplo, fue invitada a participar en una gira de conciertos a Berlín, patrocinada por los funcionarios alemanes, junto con artistas como Loulou Gasté, Raymond Souplex, Viviane Romance y Albert Préjean. En 1942, Piaf pudo permitirse un piso de lujo en una casa en el elegante distrito 16 de París (hoy rue Paul-Valéry). Vivía sobre L'Étoile de Kléber, un famoso club nocturno y burdel cerca de la sede de la Gestapo en París.
Se consideró que Piaf había sido una traidora y colaboradora. Tuvo que testificar ante un panel de purga, ya que había planes para prohibirle aparecer en transmisiones de radio. Sin embargo, su secretaria Andrée Bigard, miembro de la Resistencia , habló a su favor después de la Liberación. Según Bigard, actuó varias veces en campos de prisioneros de guerra en Alemania y fue fundamental para ayudar a varios prisioneros a escapar. Piaf volvió rápidamente al negocio del canto y, en diciembre de 1944, subió al escenario para las fuerzas aliadas junto con Montand en Marsella.

## Vida sentimental

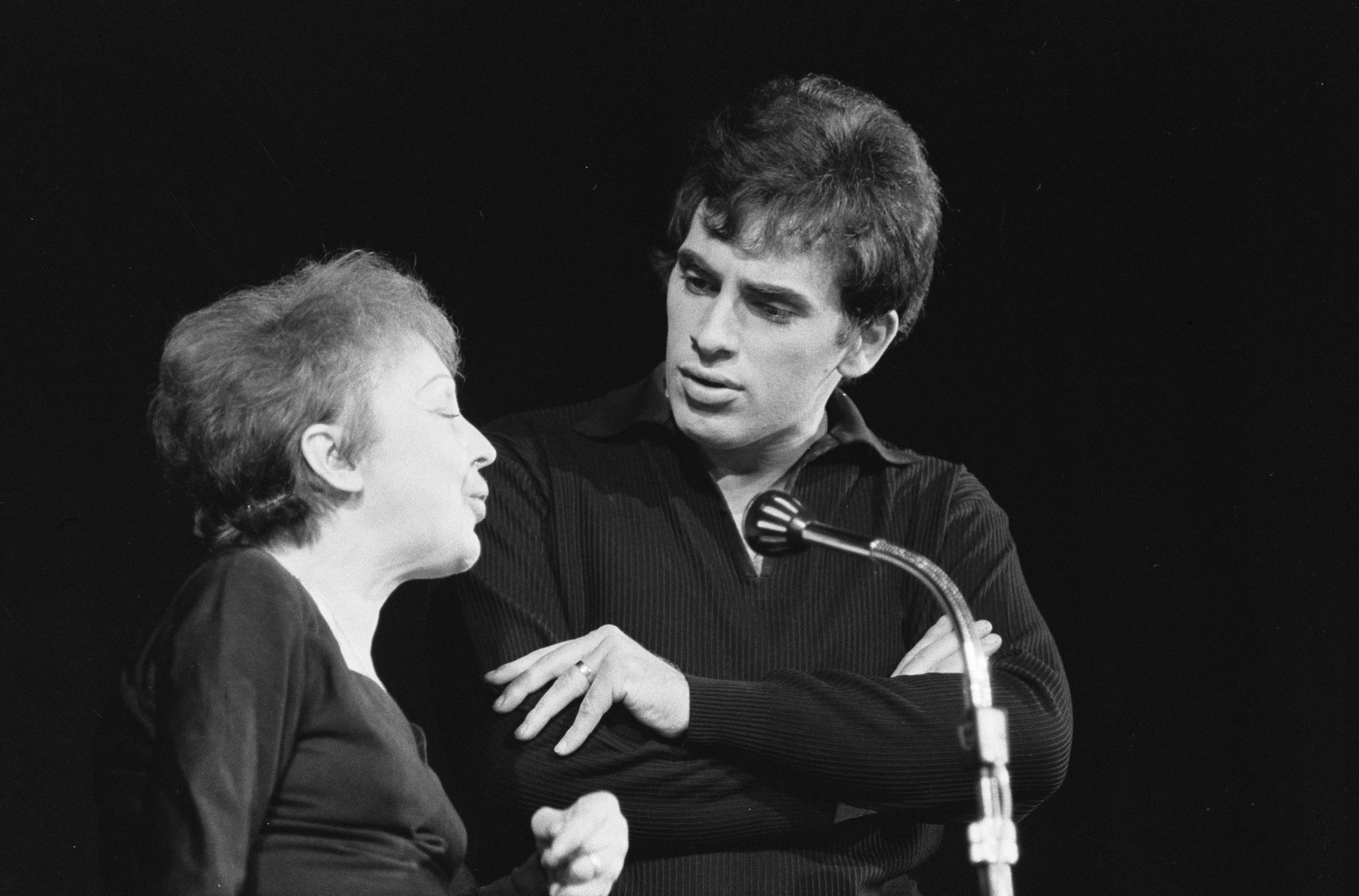
Édith Piaf y Theo Sarapo

En 1948, mientras está en una gira triunfal por Nueva York, vive la historia de amor más grande de su vida con un boxeador francés nacido en Argelia y de origen español, Marcel Cerdan, quien había ganado el campeonato mundial de peso medio el 21 de septiembre de 1948 y que murió en un accidente de aviación el 28 de octubre de 1949, en el vuelo de París a Nueva York en el que viajaba para ir a su encuentro. Abatida por el sufrimiento, Édith Piaf se vuelve adicta a la morfina. En su memoria, ella cantó su gran éxito Hymne à l'amour. Por otra parte, este noviazgo originó la película Édith et Marcel.
Además del mencionado, son varios los romances de Édith Piaf. Los más conocidos fueron con Marlon Brando, Yves Montand, Charles Aznavour, Theo Sarapo y Georges Moustaki.
En 1951, el joven cantautor Charles Aznavour se convierte en su secretario, asistente, chófer y confidente. Aznavour escribe algunas de las mejores canciones para Édith Piaf como Plus bleu que tes yeux o Jezebel.
El 29 de julio de 1952 se casa con el célebre cantante francés Jacques Pills, según testimonio de la actriz Marlene Dietrich. Se divorcian en 1956.
En 1953, inicia un programa de desintoxicación para revertir la dependencia a los medicamentos que afectaban nocivamente su salud.
En 1956, Piaf se convierte en una gran estrella del music-hall en el mundo entero y especialmente en los Estados Unidos, donde triunfa en el Carnegie Hall de Nueva York, del que se convierte en habitual.
Comienza una historia de amor con Georges Moustaki, a quien Édith lanza a la canción. A su lado tuvo un grave accidente automovilístico el año 1958, lo que empeoró su ya deteriorado estado de salud y su dependencia de la morfina.

## El éxito internacional
Édith se convirtió también en una especie de icono parisino. En la década de 1950, Piaf era famosa en muchos países. El público norteamericano la consagró en 1956 en el Carnegie Hall de Nueva York, al que regresó con frecuencia, tras iniciar ese mismo año una cura de desintoxicación.

## Deterioro de salud y fallecimiento
En 1959, Édith se desploma en escena durante una gira en Nueva York. Tuvo que soportar numerosas operaciones quirúrgicas. Volvió a París en un penoso estado de salud y sin Moustaki, que la abandona antes de regresar a Francia, donde es recompensada por la canción Milord.
En 1961, a petición de Bruno Coquatrix, Édith Piaf ofrece una serie de conciertos, tal vez los más memorables y emotivos de su carrera, en el Olympia de París, local que estaba bajo amenaza de desaparecer por problemas financieros. Es en ese, su salón de espectáculos favorito, en donde interpreta Non, je ne regrette rien, canción compuesta por Charles Dumont en 1956, que se adapta perfectamente a su persona. Con ello salva al Olympia.
A esas alturas, estaba muy enferma para tenerse en pie, y se mueve y canta solo con importantes dosis de morfina.
El 9 de octubre de 1962, a los 46 años de edad, hastiada, enferma y adicta, se casa con Theo Sarapo, cantante joven y apuesto de 26 años, y declara que tiene la impresión de que es como un hijo que cuida a su anciana madre enferma. Cantan a dúo, entre otras, ¿De qué sirve el amor? (À quoi ça sert l'amour).
A principios del año 1963, Édith graba su última canción L'homme de Berlin, escrita por Francis Lai (uno de los autores del final de su carrera) y M. Vendôme.
El 11 de octubre (según algunos fue el 10 de octubre en París) de 1963, Édith Piaf fallece en Plascassier a los 47 años de edad, a causa de un cáncer hepático. Se cree que Sarapo condujo su cuerpo de vuelta a París de manera secreta para hacer creer que había muerto en su pueblo natal.

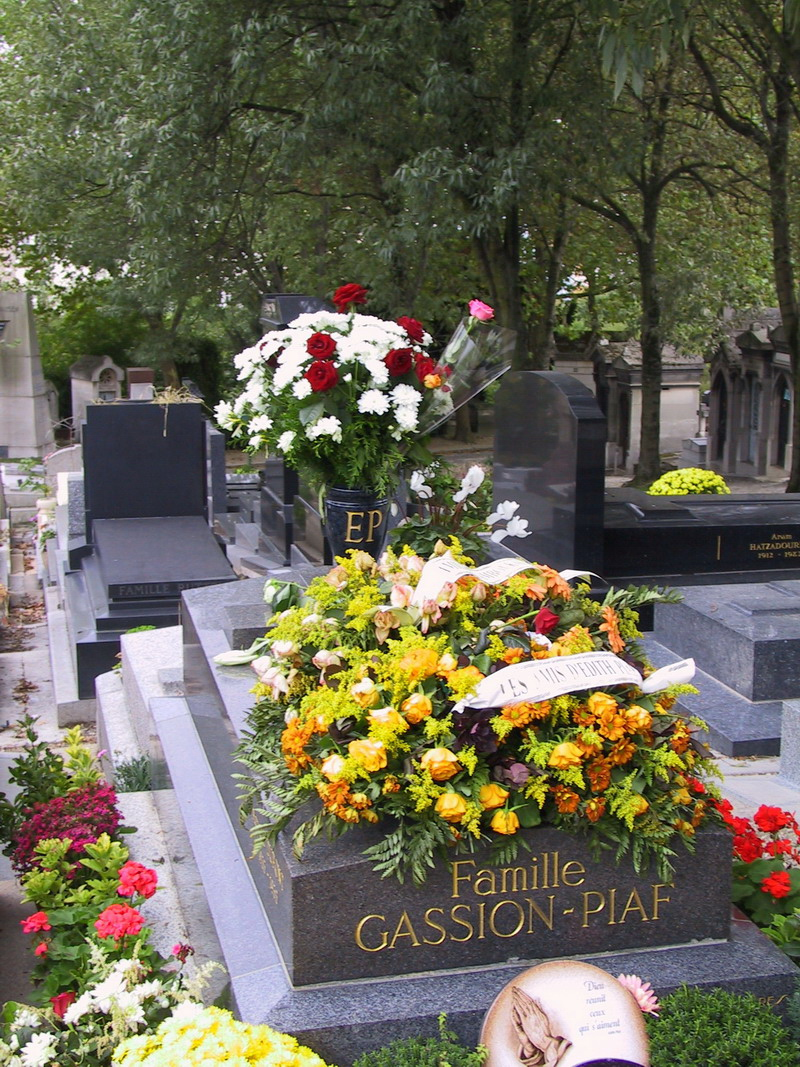
Tumba de Édith Piafen el Cementerio de Père Lachaise.París.

Su fallecimiento fue anunciado oficialmente el 11 de octubre, el mismo día en que muere su amigo el cineasta Jean Cocteau, con quien mantenía una estrecha comunicación. Al enterarse de la muerte de su amiga, Cocteau dijo: «C'est le bateau qui achève de couler. C'est ma dernière journée sur cette terre». Y añadió: «Je n'ai jamais connu d'être moins économe de son âme. Elle ne la dépensait pas, elle la prodiguait, elle en jetait l'or par les fenêtres». («El barco se acaba de hundir. Este es mi último día en esta tierra». Y añadió: «Nunca he conocido un ser más desprendido de su alma. Ella no la gastaba, ella la regalaba, la prodigaba, tirando el oro por las ventanas»).
Su entierro tuvo lugar en el cementerio de Père Lachaise, en París, con el homenaje de una inmensa multitud de admiradores. Charles Aznavour declaró que desde la Segunda Guerra Mundial no se había detenido de esa manera el tráfico de toda la ciudad. A pesar de su fe, se le prohibieron las exequias religiosas, debido a su condición de divorciada. L'Osservatore Romano, el periódico del Vaticano dijo que ella vivía «en pecado público» y que era un «ídolo de la felicidad prefabricada». En ese momento, el cardenal Maurice Feltin le había negado a Piaf una misa de réquiem católica, ya que se había vuelto a casar después de divorciarse en la Iglesia ortodoxa.
El capellán de teatro y música, el padre de Villaret Thouvenin, le daría sin embargo una bendición final. Cincuenta años después, la Iglesia católica francesa se retractó y le dio a Piaf una Misa de Réquiem en la Iglesia St. Jean-Baptiste en Belleville, París (la parroquia en la que nació) el 10 de octubre de 2013.
Una multitud inmensa de admiradores se congregó en un extenso cortejo fúnebre a través de París, para rendirle su último homenaje desde el Boulevard Lannes hasta el cementerio Père-Lachaise.
Édith Piaf fue embalsamada antes de ser enterrada en el cementerio del Père-Lachaise junto a su padre, Louis Alphonse Gassion quien había muerto en 1944, y a su hija Marcelle, fallecida en 1935 a la edad de dos años.
Su último marido, Theo Sarapo, falleció en un accidente automovilístico en la comuna de Parazol, próxima a Limoges, departamento de Haute-Vienne, el 28 de agosto de 1970, siete años después de la muerte de Piaf. Tenía 34 años de edad y está enterrado con ella en la misma tumba.
De extraordinaria personalidad, Édith Piaf sigue siendo una de las cantantes francesas más conocidas en el mundo. Además, dio a conocer con gran éxito a muchos cantantes franceses. Entre ellos Yves Montand, Charles Aznavour y Georges Moustaki. Su imagen está asociada a su inseparable vestido negro que la hacía fácilmente identificable.
El Museo Édith Piaf, dedicado a su memoria, se encuentra en la calle Crespin du Gast, en el XI Distrito de París.

## Los éxitos musicales de Édith Piaf

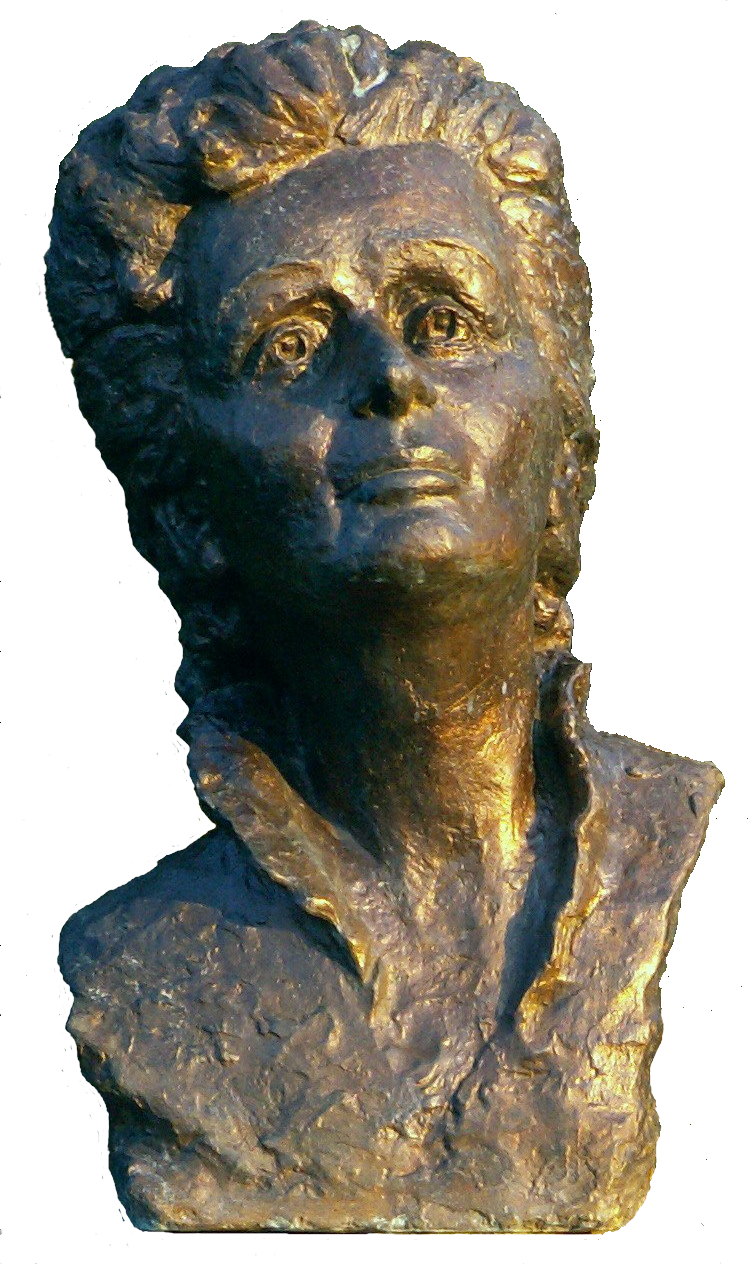
Busto de Édith Piaf.

- 1937: Mon légionnaire, letra de Raymond Asso y música de Marguerite Monnot.
- 1940: L'Accordéoniste, letra y música de Michel Emer.
- 1946: Les Trois Cloches con Les Compagnons de la chanson, letra y música de Jean Villard Gilles.
- 1946: La Vie en rose, letra de Édith Piaf, y música de Louiguy y Marguerite Monnot (no acreditada).
- 1950: Hymne à l'amour, letra de Édith Piaf y música de Marguerite Monnot.
- 1951: Padam... Padam..., letra de Henri Contet y música de Norbert Glanzberg.
- 1952: Mon manège à moi, letra de Jean Constantin y música de Norbert Glanzberg.
- 1954: Sous le ciel de Paris, letra de Jean Dréjac y música de Hubert Giraud, de la película Sous le ciel de Paris de Julien Duvivier.
- 1956: L'homme à la moto, adaptación de Jean Dréjac del rock americano Black denim trousers and motorcycle boots de Jerry Leiber y Mike Stoller.
- 1956: Les amants d'un jour, letra de Claude Delécluse y Michelle Senlis, y música de Marguerite Monnot.
- 1957: La Foule, letra de Michel Rivegauche, versión francesa de la canción Que nadie sepa mi sufrir compuesta por los argentinos Ángel Cabral y Enrique Dizeo.
- 1959: Milord, letra de Georges Moustaki, música de Marguerite Monnot.
- 1960: Non, je ne regrette rien (No, no me arrepiento de nada), letra de Michel Vaucaire, música de Charles Dumont.

Su canción Hymne à l'amour (Himno al amor) es la base de la película Toutes ces belles promesses, de Jean-Paul Civeyrac.
En la película "Inception" (El Origen) 2010 el director Christopher Nolan, usa un fragmento de la canción Non, je ne regrette rien. Según el filme, la canción es utilizada para dar aviso a los personajes de que están a punto de despertar de un sueño. Por otra parte, en esta misma película se denota la participación de Marion Cotillard como Mal, la misma actriz que protagonizó a Edith Piaf en La vida en rosa o La Môme

## Discografía y canciones
1933
- Entre Saint-Ouen et Clignancourt

1934
- L'Étranger

1935
- Mon apéro
- La Java de Cézigue
- Fais-moi valser

1936
- Les Mômes de la cloche
- J'suis mordue
- Mon légionnaire
- Le Contrebandier
- La Fille et le chien
- La Julie jolie
- Va danser
- Chand d'habits
- Reste
- Les Hiboux
- Quand même (de la película La Garçonne)
- La Petite boutique
- Y'avait du soleil
- Il n'est pas distingué
- Les Deux ménétriers
- Mon amant de la coloniale
- C'est toi le plus fort
- Le Fanion de la légion
- J'entends la sirène
- Ding, din, dong
- Madeleine qu'avait du cœur
- Les Marins ça fait des voyages
- Simple comme bonjour
- Le Mauvais matelot
- Celui qui ne savait pas pleurer

1937
- Le Grand Voyage du pauvre Nègre
- Un jeune homme chantait
- Tout fout le camp
- Ne m'écris pas
- Partance (con Raymond Asso)
- Dans un bouge du Vieux Port
- Mon cœur est au coin d'une rue

1938
- С'est lui que mon cœur a choisi
- Paris-Méditerranée
- La Java en mineur
- Browning
- Le Chacal
- Corrèqu' et réguyer

1939
- Y'en a un de trop
- Elle fréquentait la rue Pigalle
- Le Petit Monsieur triste
- Les Deux Copains
- Je n'en connais pas la fin

1940
- Embrasse-moi
- On danse sur ma chanson
- Sur une colline
- C'est la moindre des choses
- Escale
- L'Accordéoniste

1941
- Où sont-ils, mes petits copains?
- C'était un jour de fête
- C'est un monsieur très distingué
- J'ai dansé avec l'Amour (de la película Montmartre-sur-Seine)
- Tu es partout (de la película Montmartre-sur-Seine)
- L'Homme des bars
- Le Vagabond

1942
- Jimmy, c'est lui
- Un coin tout bleu (de la película Montmartre-sur-Seine)
- Sans y penser
- Un monsieur me suit dans la rue

1943
- J'ai qu'à l'regarder...
- Le Chasseur de l'hôtel
- C'était une histoire d'amour
- Le Brun et le Blond
- Monsieur Saint-Pierre
- Coup de Grisou
- De l'autre côté de la rue
- La Demoiselle du cinqième
- C'était si bon
- Je ne veux plus laver la vaisselle
- La Valse de Paris
- Chanson d'amour
- Ses mains

1944
- Les deux rengaines
- Y'a pas d'printemps
- Les Histoires de coeur
- C'est toujours la même histoire

1945
- Le Disque usé
- Elle a...
- Regarde-moi toujours comme ça
- Les Gars qui marchaient
- Il Riait
- Monsieur Ernest a réussi

1946
- La Vie en rose
- Les trois cloches (with Les Compagnons de la chanson)
- Dans ma rue
- J'm'en fous pas mal
- C'est merveilleux (de la película Étoile sans lumière)
- Adieu mon cœur
- Le Chant du pirate
- Céline (con Les Compagnons de la Chanson)
- Le petit homme
- Le Roi a fait battre tambour (con Les Compagnons de la Chanson)
- Dans les prisons de Nantes con Les Compagnons de la Chanson)
- Elle chantait (con Les Compagnons de la Chanson)
- Mariage
- Un refrain courait dans la rue
- Miss Otis Regrets
- Il est né, le divin enfant

1947
- C'est pour ça (de la película Neuf garçons, un cœur)
- Qu'as-tu fait John?
- Sophie (de la película Neuf garçons, un cœur)
- Mais qu’est-ce que j’ai ?
- Le Geste
- Si tu partais
- Une chanson à trois temps
- Un Homme comme les autres
- Les Cloches sonnent
- Johnny Fedora et Alice Blue Bonnet
- Le Rideau tombe avant la fin
- Elle avait son sourire

1948
- Monsieur Lenoble
- Les Amants de Paris
- Il a chanté
- Les vieux bateaux
- Il pleut
- Cousu de fil blanc
- Amour du mois de mai
- Monsieur X

1949
- Bal dans ma rue
- Pour moi tout' seule
- Pleure pas
- Le Prisonnier de la tour (Si le roi savait ça Isabelle)
- L'Orgue des amoureux
- Dany
- Paris (de la película L'Homme aux mains d'argile)

1950
- Hymne à l'amour
- Le Chevalier de Paris
- Il fait bon t'aimer
- La p'tite Marie
- Tous les amoureux chantent
- Il y avait
- C'est d'la faute à tes yeux
- C'est un gars
- Hymn to Love
- Autumn Leaves
- The Three Bells
- Le Ciel est fermé
- La Fête continue
- Simply a Waltz
- La Vie en rose (versión en inglés)

1951
- Padam, padam...
- Avant l'heure
- L'homme que j'aimerai
- Du matin jusqu'au soir
- Demain (Il fera jour)
- C'est toi (con Eddie Constantine)
- Rien de rien
- Si, si, si, si (con Eddie Constantine)
- À l'enseigne de la fille sans cœur
- Télégramme
- Une enfant
- Plus bleu que tes yeux
- Le Noël de la rue
- La Valse de l'amour
- La Rue aux chansons
- Jezebel
- Chante-moi (con M. Jiteau)
- Chanson de Catherine
- Chanson bleue
- Je hais les dimanches

1952
- Au bal de la chance
- Elle a dit
- Notre-Dame de Paris
- Mon ami m'a donné
- Je t'ai dans la peau (de la película Boum sur Paris)
- Monsieur et madame
- Ça gueule ça, madame (con Jacques Pills) (de la película Boum sur Paris)

1953
- Bravo pour le clown
- Sœur Anne
- N'y va pas Manuel
- Les Amants de Venise
- L'effet qu'tu m'fais
- Johnny, tu n'es pas un ange
- Jean et Martine
- Et moi...
- Pour qu'elle soit jolie ma chanson (with Jacques Pills) (from the film Boum sur Paris)
- Les Croix
- Le bel indifférent
- Heureuse

1954
- La Goualante du pauvre jean
- Enfin le printemps
- Retour
- Mea culpa
- Le "Ça ira" (de la película Si Versailles m'était conté)
- Avec ce soleil
- L'Homme au piano
- Sérénade du Pavé (de la película French Cancan)
- Sous le ciel de Paris

1955
- Un grand amour qui s'achève
- Miséricorde
- C'est à Hambourg
- Légende
- Le Chemin des forains
- La Vie en rose (Spanish)

1956
- Heaven Have Mercy
- One Little Man
- 'Cause I Love You
- Chante-Moi (inglés)
- Don't Cry
- I Shouldn't Care
- My Lost Melody
- Avant nous
- Et pourtant
- Marie la Française
- Les amants d'un jour
- L'Homme à la moto
- Soudain une vallée
- Une dame
- Toi qui sais

1957
- La Foule
- Les Prisons du roy
- Opinion publique
- Salle d'attente
- Les Grognards
- Comme moi

1958
- C'est un homme terrible
- Je me souviens d'une chanson
- Je sais comment
- Tatave
- Les Orgues de barbarie
- Eden Blues
- Le Gitan et la fille
- Fais comme si
- Le Ballet des cœurs
- Les Amants de demain
- Les Neiges de Finlande
- Tant qu'il y aura des jours
- Un étranger
- Mon manège à moi

1959
- Milord
- T'es beau, tu sais

1960
- Non, je ne regrette rien
- La Vie, l'amour
- Rue de Siam
- Jean l'Espagnol
- La belle histoire d'amour
- La Ville inconnue
- Non, la vie n'est pas triste
- Kiosque à journaux
- Le Métro de Paris
- Cri du cœur
- Les Blouses blanches
- Les Flons-Flons du bal
- Les Mots d'amour
- T'es l'homme qu'il me faut
- Mon Dieu
- Boulevard du crime
- C'est l'amour
- Des histoires
- Ouragan
- Je suis à toi
- Les Amants merveilleux
- Je m'imagine
- Jérusalem
- Le vieux piano

1961
- C'est peut-être ça
- Les bleuets d'azur
- Quand tu dors
- Mon vieux Lucien
- Le Dénicheur
- J'n'attends plus rien
- J'en ai passé des nuits
- Exodus
- Faut pas qu'il se figure
- Les Amants (with Charles Dumont)
- No Regrets
- Le Billard électrique
- Marie-Trottoir
- Qu'il était triste cet anglais
- Toujours aimer
- Mon Dieu (versión en inglés)
- Le Bruit des villes
- Dans leur baiser

1962
- Le Droit d'aimer
- À quoi ça sert l'amour (con Théo Sarapo)
- Fallait-il
- Une valse
- Inconnu excepte de dieu (con Charles Dumont)
- Quatorze Juillet
- Les Amants de Teruel (con Mikis Theodorakis/Jacques Plante)
- Roulez tambours
- Musique à tout va
- Le Rendez-vous
- Toi, tu l'entends pas!
- Carmen's Story
- On cherche un Auguste
- Ça fait drôle
- Emporte-moi
- Polichinelle
- Le petit brouillard (Un petit brouillard)
- Le Diable de la Bastille

1963
- C'était pas moi
- Le Chant d'amour
- Tiens, v'là un marin
- J'en ai tant vu
- Traqué
- Les Gens
- Margot cœur gros
- Monsieur Incognito
- Un Dimanche à Londres (con Théo Sarapo)
- L'Homme de Berlin (su última grabación)

## Películas
- Septième art (1930), cortometraje (no editado) realizado por Albert Lumiere.
- La garçonne (1936), de Jean de Limur.
- Monmartre-sur-Seine (1941), de Georges Lacombe.
- Etoile sans lumière (1946), de Marcel Blistène.
- Neuf garçons, un cœur (1948), de Georges Friedland.
- Al diávolo la celebritá (1949), de Mario Monicelli.
- Paris chante toujours (1951), de Pierre Montazel.
- Boum sur Paris (1953), de Maurice de Canonge.
- Si Versailles m'était conté (1954), de Sacha Guitry.
- French Cancan (1954), de Jean Renoir.
- Música de siempre (1958), de Tito Davison.
- Les Amants de demain (1959), de Marcel Blistène.

En la película "Saving Private Ryan" Steven Spielberg emplea una exitosísima canción de Edith Piaf: "Tu es partout" en una notable escena donde el Cabo "Upham" traduce esta canción, que se escucha en el gramófono, a sus pares militares. Así mismo, se escucha la canción "c'était une histoire d'amour".

## Películas basadas en su biografía
- Piaf (1974), de Guy Casaril.
- Edith et Marcel (1983), de Claude Lelouch.
- Piaf (1984), téléfilm con Jane Lapotaire.
- Une brève rencontre: Édith Piaf (1994), téléfilm de Michel Wyn con Sophie Arthur.
- La Môme (La vida en rosa) (2007), de Olivier Dahan, con Marion Cotillard en el papel de Edith Piaf, que ganó el Óscar a la mejor actriz y al mejor maquillaje.

## Obras teatrales basadas en su biografía
- 1978: Piaf, de Pam Gems con Jane Lapotaire.
- 1983/86: La Piaf, adaptación de Roberto Cossa con Virginia Lago.
- 1993/94: Piaf, de Pam Gems con Elaine Page.
- 1994/95: Piaf, de Pam Gems con Laura Canoura.
- 2008/10: Piaf, de Pam Gems con Elena Roger.
- 2016/Actualmente: Piaf, voz y delirio, de Leonardo Padrón con Mariaca Semprún.

## Museo Édith Piaf
El Museo Édith Piaf está abierto al público con cita previa en 5 rue Crespin-du-Gast en el distrito 11 de París.